# Iunus (profeta)
Iunus ou Yunus (em árabe: يُونُس , romanizado: Yūnus) é tradicionalmente visto como altamente importante no Islão como um profeta que foi fiel a Deus e transmitiu suas mensagens, também é considerado o mesmo Jonas da Bíblia Hebraica. 
Jonas é o único do Judaísmo (dos Profetas Menores) a ser nomeado no Alcorão. No Alcorão , Jonas é chamado Dhul-Nūn (em árabe: ذُو ٱلنُّوْن ; que significa "Um dos Peixes"). 
No Alcorão (4:163 e 6:86), ele é referido como "um apóstolo de Alá". Na Surah (37: 139-148) reconta a história completa de Jonas.
O Alcorão nunca menciona o pai de Jonas, mas a tradição muçulmana ensina que Jonas era da tribo de Benjamim e que seu pai era Amitai.